# Microterys nicholsoni
Microterys nicholsoni är en stekelart som beskrevs av Compere 1939. Microterys nicholsoni ingår i släktet Microterys och familjen sköldlussteklar.
Artens utbredningsområde är:
- Kenya.
- Zimbabwe.

Inga underarter finns listade i Catalogue of Life.